# Милан Гагов
Милан Гагов е български революционер, деец на Вътрешната македоно-одринска революционна организация.

## Биография
Милан Гагов е роден в град Струга, тогава в Османската империя, днес в Северна Македония. Заклет е във ВМОРО през 1897 година от стружкия учител Профир Пайн и участва в снабдяването на пушки в революционния район през Корча. От 1900 година действа като терорист и снабдител с пари в града. През 1901 година е куриер в дримколската чета на Тале Горанов. Заловен е от османските власти, но при общата амнистия от март 1903 година е освободен. Участва в Илинденско-Преображенското въстание със своя малка чета, на която е поверено знамето на района. През 1904 година е за кратко градски войвода, но заминава на гурбет в Румъния. През 1906 година е отново четник и е ранен тежко в сражение. След Втората световна война подава молба за илинденска пенсия.